# Shelly Levy
Shelly Jacqueline Levy, også kendt som Shelly Levy og Shelly Levi, er en dansk skuespillerinde.

## Uddannelse og karriere
Levy er uddannet på Skuespillerskolen ved Aarhus Teater i 2015.

## Filmografi

### Film
| År   | Film               | Rolle               | Instruktør              | Noter    |
| ---- | ------------------ | ------------------- | ----------------------- | -------- |
| 2007 | Fighter            | Jasmins festveninde | Natasha Arthy           |          |
| 2011 | Tro, Håb og Sex    | Claudia             | Emma Balcázar           | Kortfilm |
| 2013 | Badeværelset       | Maria               | Morten Lundgaard        | Kortfilm |
| 2014 | Vanilje            | Ellen               | Mette Carla Albrechtsen | Kortfilm |
| 2015 | Eliten             | Sara                | Thomas Daneskov         |          |
| 2016 | Vejen til Sibirien | Hoziar              | Ryan Løkken             |          |
| 2017 | Raniya             | Raniya              | Sidsel Møller Johnsen   | Kortfilm |
| 2017 | Uh babe            | Hende               | Tobias Gundorff Boesen  | Kortfilm |
| 2017 | Alien Tourist      |                     | Maria von Hausswolff    | Kortfilm |
| 2018 | Chrè               |                     | Jakob Bo                | Kortfilm |
| 2019 | Den blå orkidé     | Medvirkende         | Carl Marott             |          |

### Tv-serier
| År   | Film         | Rolle      | Instruktør        | Noter          |
| ---- | ------------ | ---------- | ----------------- | -------------- |
| 2009 | Kristian     | Intro pige | Martin Schmidt    | Episode: "Fyn" |
| 2009 | Store Drømme | Stine      | Kari Vidø         | 10 episoder    |
| 2014 | Heartless 1  | Ane        | Natasha Arthy (2) | 5 episoder     |
| 2015 | Heartless 2  | Ane        | Kaspar Munk       | 1 episode      |